# Candle in the eyes
『Candle in the eyes』（キャンドル・イン・ザ・アイズ）は2002年7月3日に発売された矢井田瞳のライブ・ビデオ。発売元は東芝EMI。

## 概要
- 2001年12月31日から2002年1月1日にかけて大阪ドームで行われた「矢井田瞳 COUNTDOWN LIVE 2001-2002」の模様を収録。
- 「Candleyes Tour」のツアードキュメント映像を収めた「Candle in the lives」も同時発売した。
- 「Casket of Candleyes」としてボックス・セットとしても発売。

## 収録曲
1. 大阪ジェンヌ（オープニング）
2. How?
3. Everything Is In Our Mind
4. Girl's Talk
5. 贅沢な世界
6. I'm here saying nothing
7. Stay
8. Over The Distance
9. ラブレター（THE BLUE HEARTSのカバー）
10. Not Still Over
11. キャンドル
12. maze
13. 空の作り方
14. もしもの唄
15. B'coz I Love You
16. Look Back Again
17. My Sweet Darlin'
18. Life's Like A Love Song
19. I Like
20. 手と涙
21. Ring my bell（Bonus Track）